# Reino Unido en los Juegos Olímpicos de Seúl 1988
El Reino Unido estuvo representado en los Juegos Olímpicos de Seúl 1988 por un total de 345 deportistas que compitieron en 22 deportes.  
El portador de la bandera en la ceremonia de apertura fue el jugador de hockey sobre hierba Ian Taylor.

## Medallistas
El equipo olímpico británico obtuvo las siguientes medallas:
| Nombre | Deporte             | Competición                     |
| --- | ------------------- | ------------------------------- |
| Oro |                     |                                 |
| Equipo | Hockey sobre hierba | Torneo M                        |
| Adrian Moorhouse                                                                                          | Natación            | 100 m braza M                   |
| Steve Redgrave Andrew Holmes                                                                              | Remo                | Dos sin timonel (M2-) M         |
| Malcolm Cooper                                                                                            | Tiro                | Rifle en tres posiciones 50 m M |
| Michael McIntyre Bryn Vaile                                                                               | Vela                | Star M                          |
| Plata |                     |                                 |
| Linford Christie                                                                                          | Atletismo           | 100 m M                         |
| Peter Elliott                                                                                             | Atletismo           | 1500 m M                        |
| Colin Jackson                                                                                             | Atletismo           | 110 m vallas M                  |
| John Regis Elliot Bunney Linford Christie Mike McFarlane                                                  | Atletismo           | 4 × 100 m M                     |
| Liz McColgan                                                                                              | Atletismo           | 10 000 m F                      |
| Fatima Whitbread                                                                                          | Atletismo           | Jabalina F                      |
| Mark Phillips (Cartier) Karen Straker (Get Smart) Virginia Leng (Master Craftsman) Ian Stark (Sir Wattie) | Hípica              | Concurso completo por eqs.      |
| Ian Stark (Sir Wattie)                                                                                    | Hípica              | Concurso completo ind.          |
| Nick Gillingham                                                                                           | Natación            | 200 m braza M                   |
| Alister Allan                                                                                             | Tiro                | Rifle en tres posiciones 50 m M |
| Bronce |                     |                                 |
| Mark Rowland                                                                                              | Atletismo           | 3000 m obstáculos M             |
| Yvonne Murray                                                                                             | Atletismo           | 3000 m F                        |
| Richard Woodhall                                                                                          | Boxeo               | Superwélter (71 kg) M           |
| Virginia Leng (Master Craftsman)                                                                          | Hípica              | Concurso completo ind.          |
| Dennis Stewart                                                                                            | Judo                | –95 kg M                        |
| Andrew Jameson                                                                                            | Natación            | 100 m mariposa M                |
| Richard Phelps Dominic Mahony Graham Brookhouse                                                           | Pentatlón moderno   | Equipo M                        |
| Steve Redgrave Andrew Holmes Patrick Sweeney                                                              | Remo                | Dos con timonel (M2+) M         |
| Leroy Watson Steven Hallard Richard Priestman                                                             | Tiro con arco       | Equipo M                        |